# مارسيا باربوسا
مارسيا باربوسا (بالبرتغالية: Márcia Barbosa‏) هي فيزيائية برازيلية، ولدت في 1960 في بورتو أليغري في البرازيل.

## وصلات خارجية
- الموقع الرسمي